# Височина Шатського
32°02′ пн. ш. 158°04′ сх. д. / 32.033° пн. ш. 158.067° сх. д.
Височина Шатського —  третє за величиною океанічне плато Землі  (після Онтонг-Ява та Кергелен), розташоване на північному заході Тихого океану за 1500 км  на схід від Японії. Це одна з серії тихоокеанських великих магматичних провінцій (LIP) крейдяного віку разом із височиною Гесса, височиною Магеллана та Онтонг-Ява - Манігікі - Гікурангі. Названа на честь М. С. Шатського, радянського геолога, знавця тектоніки древніх платформ.
Височина складається з трьох великих вулканічних масивів Таму, Орі та Ширшов, але, на навколишньому дні океану мало слідів магматизму. 

Масив Таму є, ймовірно, найбільшим вулканом, відкритим на Землі  У 2016 році дослідження показало, що масив Таму покриває всю височину Шатського, тобто вулкан має площу поверхні 533 000 км², перевершуючи гору Олімп за площею поверхні.

## Опис
Площа височини оцінюється в 480 000 км² і об’єм — 4 300 000 км³. Однак під височиною Шатського розрив Мохоровичича (Мохо, межа мантії та кори) зникає на глибині 20 км, тоді як зазвичай він спостерігається на глибині 17 км. Крім того, потужність земної кори між масивом Шатського майже вдвічі більша за звичайну потужність кори. Враховуючи це, площа, охоплена підняттям, припускаючи, що земна кора також була утворена вулканізмом височини Шатського, оцінюється в 533 000 км² і об’ємом до 6 900 000 км³.

## Просідання
Після свого утворення височину Шатського було піднято на 2500–3500 м, а потім опущено на 2600–3400 м, що в обох випадках значно більше, ніж плато Онтонг-Ява. Найменше опускання відбулося в центрі масиву Таму (приблизно 2600 м), опускання збільшилося на північному схилі масиву Таму та на масиві Орі (приблизно 3300 м), найбільше — на схилі масиву Орі. Причиною цього поступового збільшення опускання може бути підлягання під масивом Таму. Набагато менше опускання на масиві Ширшов далі на північ (близько 2900 м), що, ймовірно, представляє пізнішу, іншу фазу вулканізму.

## Тектонічна історія
Імовірно, височина сформувалася між пізнім юрським і раннім крейдяним періодами на стику трьох тектонічних плит: Тихоокеанської, Фараллон і Ідзанагі.
, 
що, ймовірно, робить її найдавнішим незміненим океанським плато. Оскільки це сталося до так званого крейдяного періоду тиші, тривалого періоду без магнітних інверсій, його формування можна точно датувати. 
 
Магнітні лінії на височині Шатського та навколо нього коливаються від M21 (147 млн. років) на південно-західному краю до M1 (124 млн. років) на північному краю.
Виверження на височині Шатського LIP відбулося в місці трійника Тихоокеанська–Фараллон–Ідзанагі бл. 147–143 млн. років тому. Мантійний плюм досяг поверхні, або через декомпресійне танення на серединно-океанічному хребті. Виверження збіглося з 800-кілометровим дев'ятиступінчастим зміщенням у місці трійника та зміною конфігурації від хребет-хребет-хребет на хребет-хребет-перетворення.
Набір магнітних ліній, які називаються Гавайськими лініями, між височиною Шатського, височиною Гесса та Серединно-Тихоокеанськими горами, утворився під час спредингу між плитами Тихоокеанською та Фараллон 156–120 млн. років. 
На північ від височини Шатського так звані японські лінії орієнтовані в іншому напрямку, а різниця в орієнтаціях простежує шлях трійника Тихоокеанська – Фараллон – Ізанагі.
Трійник перемістився на північний захід до M22 (150 млн. років), після чого він почав реорганізовуватися, утворилася мікроплита, і потрійний стик здійснив стрибок на 800 км на схід до найстарішої частини підняття, масиву ТАМУ. Залишок Шацького підняття утворився до М3 (126 млн. років) вздовж сліду потрійного стику. 
Вулканізм Шацького був епізодичним і пов’язаний щонайменше з дев’ятьма стрибками хребта з цього епізоду.
Об'єм підйому зменшується по сліду трійника. Масив ТАМУ на півдні має оцінювальний об’єм 2 500 000 км³, тоді як ORI та Ширшов (136 млн. років) досягли 700 000 км³. 
Хребет Папанін, північний кінець височини, має об’єм 400 000 км³, але, ймовірно, закладався протягом більш тривалого періоду (131–124 млн. років). 
Сполучені височини з височинами Шатського і Гесса на плиті Фараллон, швидше за все, були залучені до Ларамійського орогенезу; перший зазнав субдукції під Північну Америку, а другий — під північну Мексику.